# Посни триод
Посни триод једна је од богослужбених књига која се користи у православним обредима у цркви. Она садржи богослужбене текстове за сваки дан у току Великог поста као и за четири припремне недеље које му претходе.  На огромну духовну штету верујућег народа, употреба Посног триода у храмовима Српске православне цркве је скоро потпуно занемарена у последњих неколико деценија, и користи се углавном само за недељне Великопосне службе. Једино по манастирима у којима се обављају редовна свакодневна богослужења може доживети сва дубина богословске мисли која се налази у Посном триоду...које су вековима храниле и крепиле хиљаде и стотине хиљада хришћанских душа.

## Основне информације
Богослужење Православне Цркве је богонадахнуто, како по своме устројству тако и још више по своме садржају. Распоред богослужења, како свакодневних, тако и у односу на годишњи круг, нека је врста духовне уметности. Православни верници који активно проходи сва та богослужења, свакога дана и празника, и у свако доба године, наилази у богослужбеним текстовима на одређена духовна блага. То нарочито важи за великопосна богослужења, сабрана и изложена у Посном триоду, који садржи:
- молитвословља припремних недеља за Велики пост,
- молитвословља самог Великог поста,
- молитвословља Страсне седмице.

Прва служба која се налази у Посном триоду је служба недеље Митара и Фарисеја, а последња је служба Велике суботе.
Молитвословља из Посног триода радним данима замењују молитвословља из Октоиха, јер су у триоду унети из Октоиха неки сједални и светилни делови. Тиме је избегнуто неопходно коришћење Октоиха. 
Када се употребљава Посни триод, само у недељне дане из Октоиха се узимају васкрсне песме за сваки дати глас. Певање из Минеја се током периода Посног триода не укида, али постоје неки дани када се Минеј одлаже и читава служба се обавља само по триоду.